# Reggaeton Live
El Reggaeton Live México, o simplemente Reggaeton Live, es un festival de reguetón que se realiza anualmente desde 2012, en la Plaza de Toros México de la Ciudad de México, organizado por Reggaeton Live Entertainment, empresa dedicada específicamente a este evento.
A lo largo de sus ediciones, se han presentado los mejores exponentes del género urbano.

## Ediciones

### Reggaeton Live Mexico 2012
Fue la primera edición del evento, se llevó a cabo el 11 de febrero. Estuvo organizado por Traffic Live Music Productions.
Contó con la conducción y animación de DJ Yelkrab.
Exponentes participantes:
- - Farruko
- - J Alvarez
- - Gotay "El Autentiko"
- - Golpe A Golpe
- - Tony Dize
- - Falsetto y Sammy
- - Khriz Jhon
- - Ugo Angelito
- - GBran y Malak
- - Big Metra
- - La Klave

DJ's participantes:
- - Alex Gárgolas
- - Warner y Tony
- - DJ Yelkrab
- - DJ Andy "La Diva Del Reggaeton"

### Reggaeton Live 2013
Fue la segunda edición del evento, se llevó a cabo el 16 de febrero. Esta vez fue organizado por Life Entertainment.
Contó con la conducción y animación de El Coyote The Show y  DJ Yelkrab.
Exponentes participantes:
- - Jowell y Randy
- - Ñengo Flow
- - Alexis y Fido
- - De La Ghetto
- - J Balvin
- - Guelo Star
- - Gadiel
- - Galante "El Emperador"
- - JQ "The Number 1 Contender"
- - Ugo Angelito
- - Big Metra
- - Carlitos Rossy
- - Bimbo

DJ's participantes:
- - Urba y Rome "Los Evo Jedis"
- - Fade "El que Pone la Presión"

### Reggaeton Live Mexico 2014
Fue la tercera edición del evento, se llevó a cabo el 12 de julio con la producción y organización de Reggaeton Live Entertainment.
Contó con la conducción y animación de El Escorpión Dorado (Alex Montiel)
Exponentes participantes:
- - Ñengo Flow
- - Arcángel
- - Plan B
- - Baby Rasta y Gringo
- - Jory
- - Gotay "El Autentiko"
- - Kario y Yaret
- - D.OZi
- - Ugo Angelito
- - Radikl

DJ's Participantes:
- - DJ Luian

Arcángel se llevó el show esa noche

### Reggaeton Live 2015
Será la cuarta edición del evento. Después de meses de intriga se dio a conocer que se llevará a cabo hasta los últimos meses del año. Esta vez será organizado por la nueva Music Z Live.
Esta la vez será en la arena monterrey y en la arena mexico el 8 y el 10 de noviembre.. en este concierto solo se presentara Daddy yankee

## Ediciones Especiales

### Reggaeton Live VIP
Fue una edición especial del evento, se llevó a cabo después del Reggaeton Live 2013 el 26 de abril de 2013 en el Foro Insurgentes de la Ciudad de México. Estuvo organizado por Life Entertainment.
Exponentes participantes:
- - J Alvarez (Artista VIP)
- - El Leather
- - GBran y Malak
- - Kapital Music
- - Sutil y Aly
- - Fresh y Gosz
- - Raziel

DJ's Participantes:
- - DJ Pablito Mix
- - DJ Yayo
- - DJ Dantek
- - DJ Lass
- - DJ Ericksito Mix

### Reggaeton Live Party
Fue una edición especial del evento, la cual se llevó a cabo después del Reggaeton Live VIP en 2 fechas, el 19 de julio de 2013 en el antro Drays Club y el 21 de julio de 2013 en el antro Disco Valentino, ambos de la Ciudad de México. Estuvo organizado por Life Entertainment.
Estos eventos no contaron con exponentes, ya que solo se realizaron para hacer la presentación oficial del Reggaeton Live 2014, pero si se contó con DJ's.
DJ's participantes:
- - DJ Yelkrab
- - DJ Pablito Mix
- - DJ Dantek
- - DJ Garek
- - DJ Aivan
- - DJ Scrapy
- - DJ David "The King"